# Pentelophus concolor
Pentelophus concolor là một loài tò vò trong họ Ichneumonidae.